# Svampen (Stockholm)
Svampen is een bouwwerk op het plein Stureplan in de Zweedse hoofdstad Stockholm. Het is een kolom met een cirkelvormige luifel waaronder men kan schuilen voor de regen. Het bouwwerk werd ontworpen door architect en landschapsarchitect Holger Blom (1906–1996) en werd gebouwd in 1937. Svampen werd in 1988 gesloopt en het jaar erna opnieuw opgebouwd. Svampen, Zweeds voor 'de paddenstoel', staat aan een belangrijk kruispunt en is een herkenningspunt in Stockholm.